# Provinz Dschāzān
Dschāzān (deutsch auch: Dschaizan, arabisch جازان, DMG Ǧāzān) ist eine Provinz in Saudi-Arabien. Sie liegt im äußersten Südwesten des Landes und grenzt im Süden an den Jemen. Auf einer Fläche von 11.671 km² leben in Dschāzān 1.359.790 Menschen (Stand 2010). Damit ist die nach Baha zweitkleinste auch die bei weitem am dichtesten bevölkerte Provinz.

## Geographie
Die Hauptstadt der Provinz, Dschāzān, hat etwa 130.000 Einwohner und liegt direkt am Roten Meer. Die Altstadt lag bis in die 1970er Jahre auf einem Salzkegel. Der instabile Untergrund zwang zu einer teilweisen Verlegung der Stadt aus dem Bereich der Sabcha nach Osten.
Entlang der 300 km langen Küste am Roten Meer liegen außerdem über 100 Inseln, die ebenfalls zur Provinz gehören. Die größte Inselgruppe sind die Farasan-Inseln.
Geographisch lässt sich die Provinz Dschāzān in folgende Regionen unterteilen:
- Die as-Sarawat-Berge im Binnenland.
- Die Alhazoun-Region besteht überwiegend aus Wald und Weideflächen.
- Der übrige Teil der Provinz wird überwiegend zum Anbau von Kaffeebohnen und zum Obstanbau z. B. Bananen durch Bewässerung genutzt.
- In der Tihama gelingt Feldbau von Hirse und Gemüse nur, wenn der Regenfall in den Bergen genügend Überleitung in die Ebene zulässt.

Bis auf die Bergregionen ist das Klima in Dschāzān von großer Hitze und wenig Niederschlag geprägt. Die Temperaturen liegen fast ganzjährig über 30 °C und erreichen im Juli Spitzenwerte von über 40 °C. Die Luftfeuchte tendiert während des Jahres durchgehend zu 100 %. Im Verlauf eines Jahres regnet es selten mehr als 75 mm (vgl. Berlin: 581 mm).

## Geschichte
Das Gebiet zählte zum Einflussgebiet der Idrisiden von Asir. Muhammad ibn Ali al-Idrisi (1911–1923) konnte während des Italienisch-Osmanischen Krieges mit Unterstützung Italiens die faktische Unabhängigkeit erringen. Nach Beginn des Ersten Weltkrieges wurde Muhammad auch von Großbritannien anerkannt. Mit britischer Hilfe besetzten die Idrisiden 1916 die jemenitische Hafenstadt al-Hudaida und nach der Kapitulation der Osmanen 1918 auch Abha.
Allerdings konnte sein Sohn al-Hassan nach 1923 den Ausbruch dynastischer Machtkämpfe nicht verhindern, was zu Interventionen des Jemen und der Saudis führte. So eroberte der Jemen al-Hudaida zurück, während Abd al-Aziz ibn Saud 1926 das Protektorat über die Gebirgsstämme sicherte. Nach kriegerischen Auseinandersetzungen zwischen Saudi-Arabien und dem Jemen kam Asir im Abkommen von Taif (1934) endgültig an Saudi-Arabien.
Heute bestehen ehrgeizige Projekte zum industriellen und touristischen Aufbau in der Region, insbesondere das Projekt Jazan Economic City.

## Massentötung von äthiopischen Flüchtlingen
An der jemenitischen Grenze wurden zwischen März und Juni 2023 mindestens mehrere hundert äthiopische Flüchtlinge getötet, die auf diesem Weg versuchten, nach Saudi-Arabien zu kommen. Dabei wurden auch Explosionswaffen genutzt. Seit 2014 werden Flüchtlinge an der jemenitischen Grenze von der saudischen Grenzpolizei erschossen. Die äthiopischen Flüchtlinge werden vorher von jemenitischen Schmugglern und zum Teil mit Hilfe der Huthi an die saudische Grenze zwischen Jemen und den Provinzen Dschazan, Nadschran und Asir gebracht. Die Flüchtlinge, die die Grenze überschreiten, werden beschossen und mit Steinen und Metallstangen geschlagen. Den Aussagen von überlebenden Flüchtlingen nach werden manche Männer dazu gezwungen, Mädchen zu vergewaltigen und exekutiert, wenn sie dies verweigern.